# Corte d'appello di Reggio Calabria

Territorio del distretto di corte d'appello di Reggio Calabria

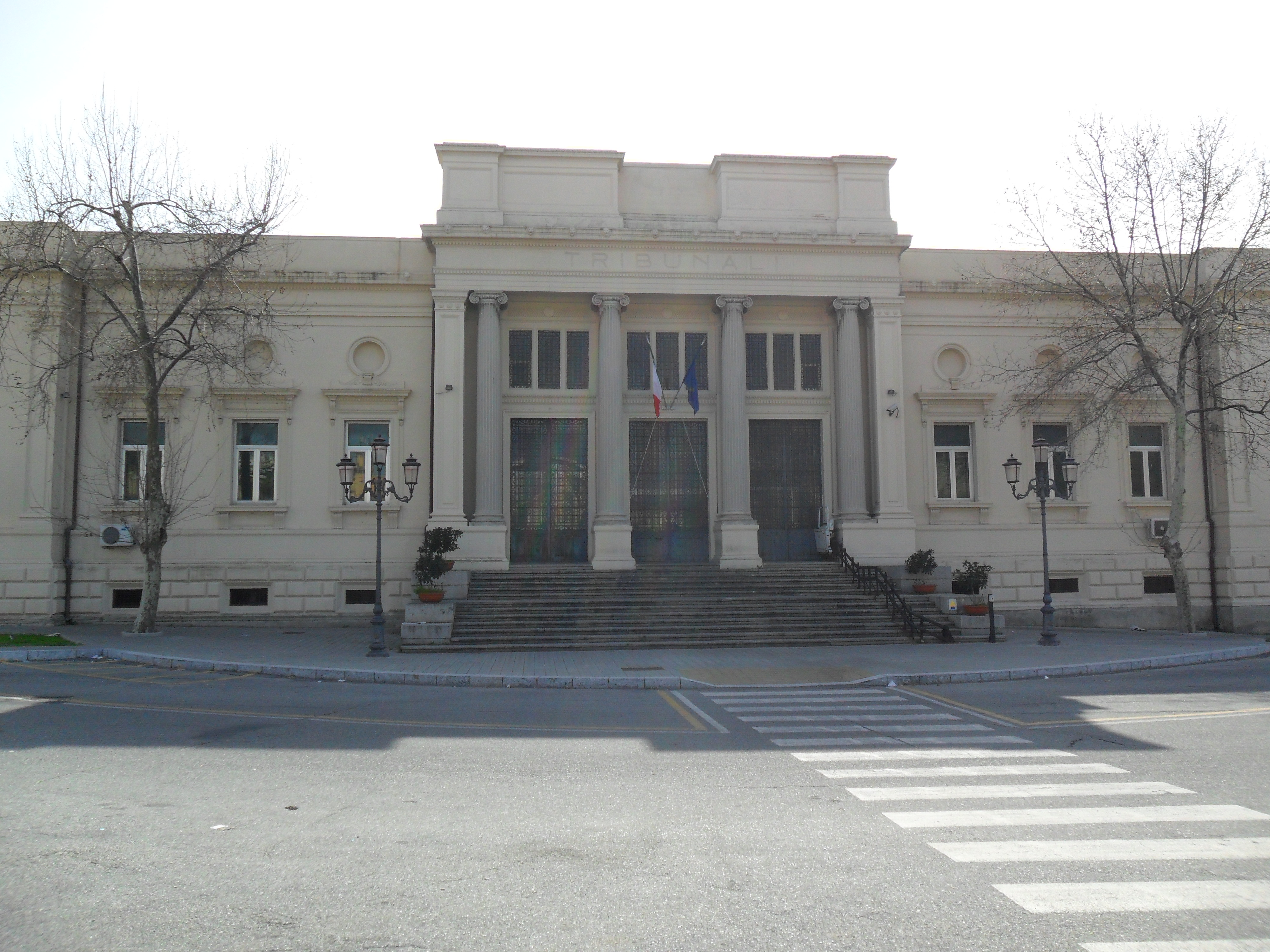
Palazzo dei Tribunali, sede della Corte d'appello di Reggio Calabria

Il distretto della Corte d'appello di Reggio Calabria è formato dai circondari dei Tribunali ordinari di Locri, Palmi e Reggio Calabria.
Costituisce una delle due Corti d'appello nel territorio della regione Calabria.

## Tribunale di Locri

### Giudice di pace di Locri
Agnana Calabra, Antonimina, Ardore, Benestare, Bianco, Bivongi, Bovalino, Brancaleone, Bruzzano Zeffirio, Canolo, Caraffa del Bianco, Careri, Casignana, Caulonia, Ciminà, Ferruzzano, Gerace, Gioiosa Ionica, Grotteria, Locri, Mammola, Marina di Gioiosa Ionica, Martone, Monasterace, Palizzi, Pazzano, Placanica, Platì, Portigliola, Riace, Roccella Ionica, Samo, San Giovanni di Gerace, San Luca, Sant'Agata del Bianco, Sant'Ilario dello Ionio, Siderno, Staiti, Stignano, Stilo

## Tribunale di Palmi

### Giudice di pace di Oppido Mamertina
Oppido Mamertina, Santa Cristina d'Aspromonte, Varapodio

### Giudice di pace di Palmi
Anoia, Candidoni, Cinquefrondi, Cittanova, Cosoleto, Delianuova, Feroleto della Chiesa, Galatro, Giffone, Gioia Tauro, Laureana di Borrello, Maropati, Melicuccà, Melicucco, Molochio, Palmi, Polistena, Rizziconi, Rosarno, San Ferdinando, San Giorgio Morgeto, San Pietro di Caridà, San Procopio, Sant'Eufemia d'Aspromonte, Scido, Seminara, Serrata, Sinopoli, Taurianova, Terranova Sappo Minulio

## Tribunale di Reggio Calabria

### Giudice di pace di Reggio Calabria
Africo, Bagaladi, Bagnara Calabra, Bova, Bova Marina, Calanna, Campo Calabro, Cardeto, Condofuri, Fiumara, Laganadi, Melito di Porto Salvo, Montebello Ionico, Motta San Giovanni, Reggio Calabria, Roccaforte del Greco, Roghudi, San Lorenzo, San Roberto, Sant'Alessio in Aspromonte, Santo Stefano in Aspromonte, Scilla, Villa San Giovanni

## Altri organi giurisdizionali competenti per i comuni del distretto

### Sezioni specializzate
- Corti d’assise di Locri, Palmi e Reggio Calabria
- Corte d'assise d'appello di Reggio Calabria
- Sezioni specializzate in materia di impresa presso il Tribunale e la Corte d'appello di Catanzaro
- Tribunale regionale delle acque pubbliche di Napoli
- Sezione specializzata in materia di immigrazione, protezione internazionale e libera circolazione dei cittadini dell'Unione europea presso il Tribunale di Reggio Calabria

### Giustizia minorile
- Tribunale per i minorenni di Reggio Calabria
- Corte d'appello di Reggio Calabria, sezione per i minorenni

### Sorveglianza
- Ufficio di sorveglianza di Reggio Calabria
- Tribunale di sorveglianza di Reggio Calabria

### Giustizia tributaria
- Commissione tributaria provinciale (CTP): Reggio Calabria
- Commissione tributaria regionale (CTR) Calabria, sezione staccata di Reggio Calabria

### Giustizia militare
- Tribunale militare di Napoli
- Corte d’appello militare di Roma

### Giustizia contabile
- Corte dei Conti: Sezione Giurisdizionale per la regione Calabria, sezione regionale di controllo per la Calabria, Procura regionale presso la sezione giurisdizionale per la Calabria (Catanzaro)[2]

### Giustizia amministrativa
- Tribunale Amministrativo Regionale per la Calabria – sede staccata di Reggio Calabria[3]

### Usi civici
- Commissariato per la liquidazione degli usi civici delle Calabrie, con sede a Catanzaro